# Эннин, Ричлорд
Ри́члорд (Ричи) Энни́н (англ. Richlord (Richie) Ennin; 17 сентября 1998, Торонто, Канада) — канадский футболист, нападающий клуба МТК.

## Биография
Отец играл в футбол в Гане.

### Клубная карьера
Воспитанник футбольного клуба «Торонто», однако за основную команду не провёл ни одного матча, ограничившись выступлениями за «Торонто III» и «Торонто II».
В сезонах 2017/18 и 2018/19 выступал за итальянские клубы Серии D «Изола Капо Риццуто» и «Кастровиллари». Суммарно провёл за них 30 матчей в чемпионате и забил 3 гола.
В 2019 году перешёл в латвийский клуб «Спартак» из Юрмалы. За сезон принял участие в 22 матчах команды в чемпионате Латвии, забил пять голов и сделал восемь голевых передач.
В 2020 году был арендован литовским «Жальгирисом». Принял участие в 11 матчах чемпионата Литвы, забил четыре гола.
В октябре 2020 года на правах субаренды до конца 2020 года перешёл в российский клуб «Томь». До конца года принял участие в 8 матчах команды, забил один гол. В ноябре и декабре был признан болельщиками лучшим игроком команды. После истечения срока аренды в «Жальгирисе» и, соответственно, субаренды в «Томи», был вновь арендован томским клубом у «Спартака» уже до конца сезона 2020/21.
17 августа 2021 года подписал контракт с российским клубом «Нижний Новгород».

### В сборной
Выступал за сборные команды Канады в возрастных категориях до 17 и до 20 лет.

## Достижения
«Жальгирис»
- Чемпион Литвы: 2020
- Обладатель Суперкубка Литвы: 2020